# Benedikt Weibel

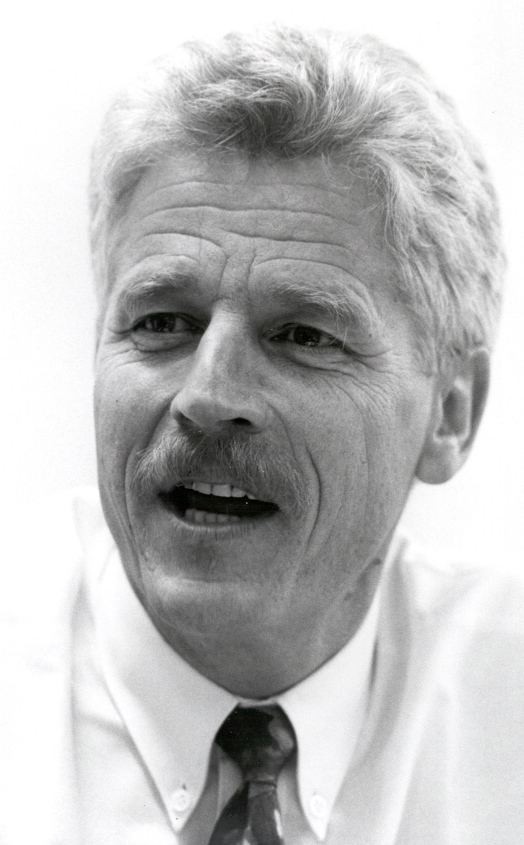
Benedikt Weibel (1992)

Benedikt Weibel (* 15. Oktober 1946 in Thun) ist ein Schweizer Manager. Von 1993 bis 2006 war er Vorsitzender der Geschäftsleitung der Schweizerischen Bundesbahnen (SBB) und damit deren Generaldirektor. Danach war Weibel als Hochschullehrer sowie in Aufsichtsgremien verschiedener Unternehmen tätig. Bei der österreichischen WESTbahn amtierte von 2009 bis 2022 als Aufsichtsratsvorsitzender.

## Biographie

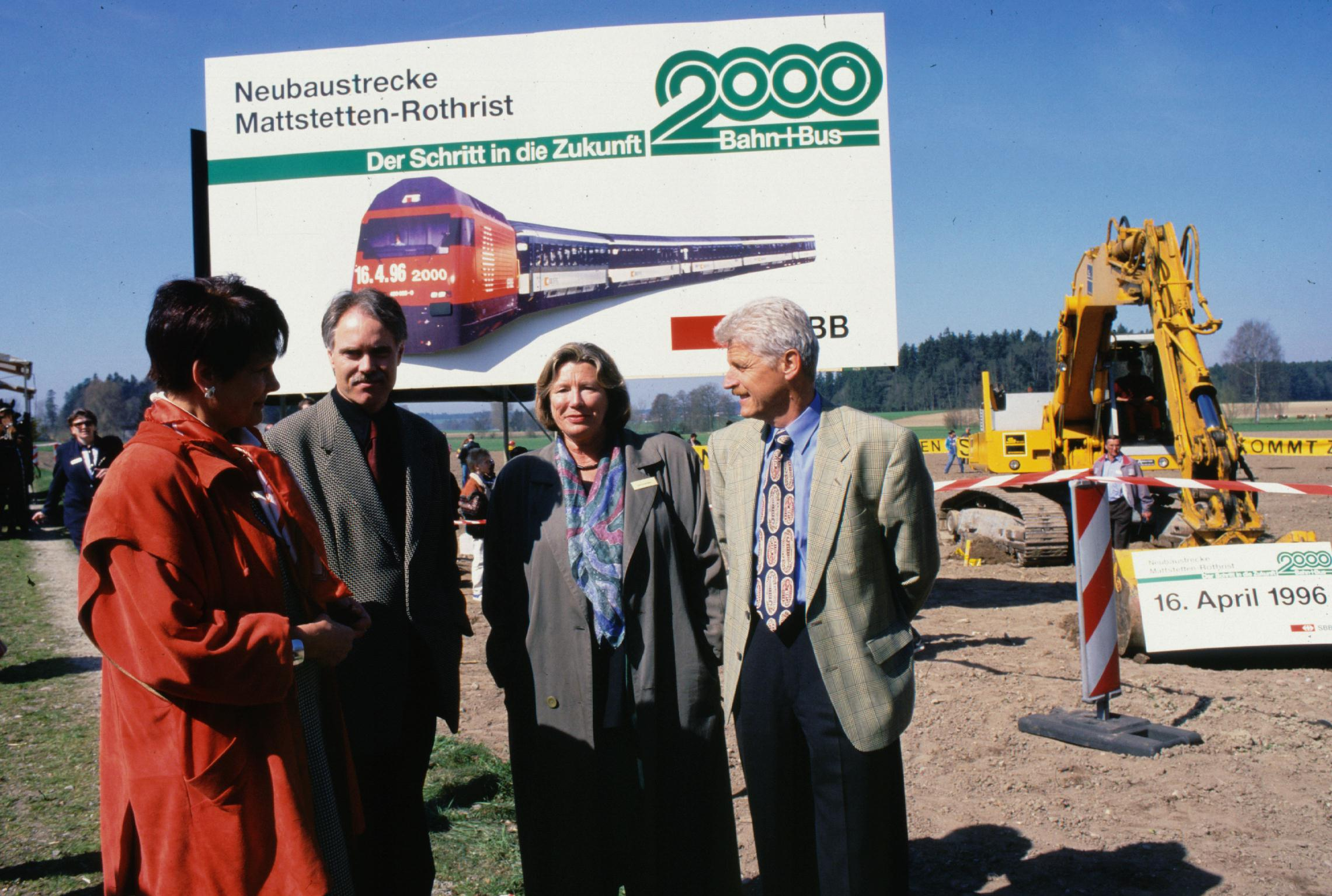
Benedikt Weibel (ganz rechts) beim Spatenstich der Bahn 2000

Weibel wuchs in Solothurn auf, wo er die Matura absolvierte. Danach studierte er Betriebswirtschaft an der Universität Bern. Zwischen 1971 und 1975 war er als Assistent am Betriebswirtschaftlichen Institut der Uni Bern tätig, wo er 1977 promovierte. 1978 erfolgte sein Wechsel zu den SBB als Sekretär des damaligen Präsidenten der Generaldirektion, Roger Desponds. Mit der Ernennung zum SBB-Generalsekretär 1983 begann sein Aufstieg.
1986 wurde Weibel Direktor des Marketingbereichs Personenverkehr, 1990 Leiter des Departements Verkehr und auf den 1. Januar 1993 ernannte ihn der Bundesrat zum Chef der SBB. Seit der Umwandlung der Staatsbahn in eine spezialgesetzliche Aktiengesellschaft des Bundes im Jahre 1999 führte er das Unternehmen als Vorsitzender der Geschäftsleitung. Auf den 31. Dezember 2006 trat er von diesem Posten ab, wie er am 24. Februar 2006 überraschend angekündigt hatte. Sein Nachfolger wurde der 45-jährige Jurist Andreas Meyer.
Neben seiner Tätigkeit als SBB-Chef präsidierte Weibel von 2003 bis 2006 auch die Union internationale des chemins de fer. Von 2003 bis 2007 war er zudem Mitglied des Verwaltungsrats der französischen Staatsbahn SNCF.
Nach seinem Rücktritt als SBB-Chef kehrte er 2007 als Honorarprofessor für praktisches Management an die Uni Bern zurück, wo er bis 2016 unterrichtete. Zudem wurde er Delegierter des Bundesrats für die Fußball-Europameisterschaft 2008. 
Weibel ist seither als Autor, Publizist und in Verwaltungsräten tätig und hat unter anderem umfassende Kritik an der Unternehmenskultur der Deutschen Bahn geübt. Von 2009 bis 2022 fungierte er als Aufsichtsratsvorsitzender der österreichischen WESTbahn.
Weibel ist verheiratet, Vater dreier erwachsener Kinder und wohnt in der Nähe von Bern. Er ist begeisterter Hobbysportler (u. a. Bergsteigen mit Bergführerpatent, Velofahren, Joggen und Nordic Walking). Er ist Mitglied der Sozialdemokratischen Partei der Schweiz, die bei der Beschäftigungspolitik der SBB oft nicht die gleiche Position wie Weibel vertrat.

## Bilanz als SBB-Chef
Unter Weibel wurden die SBB «marktfit» getrimmt und neue Leistungsaufträge bestimmt. Gleichzeitig stieg der Kostendruck, auf den die SBB mit Stellenkürzungen und Auslagerungen reagierten. In den 14 Jahren der Ära Weibel konnten die SBB das Angebot erweitern, unter anderem durch die Einführung der Bahn 2000 am 12. Dezember 2004, mit dem grössten Fahrplanwechsel der Schweizer Bahngeschichte.
Am 22. Juni 2005 kam es zu einem totalen Stromausfall des Bahnstromnetzes. In den Abendstunden dieses Sommertags standen in der ganzen Schweiz 2000 Züge still und rund 200'000 Reisende waren blockiert. Bis sich der Bahnverkehr wieder normalisiert hatte, dauerte es Tage und der Schaden für die SBB belief sich auf 5 Millionen Franken.
Als schwierigstes Jahr unter seiner Führung bezeichnete Weibel stets 1994: Am 21. März 1994 wurden bei einem Zugunglück in Däniken neun Menschen getötet und 19 weitere verletzt. Die Explosion eines Benzinzuges im zürcherischen Affoltern sowie ein Chemieunfall im Bahnhof von Lausanne machten für Weibel dieses Jahr zum schwärzesten in seiner Karriere. Er ordnete darauf ein umfangreiches Sicherheitsprogramm für die gesamte Unternehmung an.

## Bücher
- 2020: Warum wir arbeiten: Sinn, Wert und Transformation der Arbeit, NZZ Libro, Zürich 2020, ISBN 978-3-907291-04-7.
- 2017: Das Jahr der Träume. 1968 und die Welt von heute, NZZ Libro, Zürich 2017, ISBN 978-3-03810-286-1.
- 2016: Endlich beginnen die Schwierigkeiten, Verlag Neue Zürcher Zeitung, ISBN 978-3-03810-189-5.
- 2014: Simplicity – Die Kunst, die Komplexität zu reduzieren, Verlag Neue Zürcher Zeitung, ISBN 978-3-03810-222-9.
- 2012: Mir nach!, Verlag Neue Zürcher Zeitung, ISBN 978-3-03823-895-9.
- 2010: Von der Schublade ins Hirn, Verlag Neue Zürcher Zeitung, ISBN 978-3-03823-598-9.

## Auszeichnungen (Auszug)
- 2009: Großes Ehrenzeichen für Verdienste um die Republik Österreich
- 2013: European Railway Award